# Liste der Bodendenkmäler in Kirchensittenbach
Auf dieser Seite sind die Bodendenkmäler in der mittelfränkischen Gemeinde Kirchensittenbach zusammengestellt. Diese Tabelle ist eine Teilliste der Liste der Bodendenkmäler in Bayern. Grundlage ist die Bayerische Denkmalliste, die auf Basis des Bayerischen Denkmalschutzgesetzes vom 1. Oktober 1973 erstmals erstellt wurde und seither durch das Bayerische Landesamt für Denkmalpflege geführt wird. Die folgenden Angaben ersetzen nicht die rechtsverbindliche Auskunft der Denkmalschutzbehörde.

Mit dem Stand vom 26. Oktober 2018 sind 21 Bodendenkmäler von Kirchensittenbach in der Bayerischen Denkmalliste eingetragen.

## Hinweise zu den Angaben in der Tabelle
- Spalte Name, Bezeichnung: Bezeichnung des denkmalgeschützten Objektes
- Spalte Ortsteil: Ortsteil, in dem sich das denkmalgeschützte Objekt befindet
- Spalte  Koordinaten: Geografischer Standort
- Spalte Denkmalnummer: Offizielle Denkmalnummer des Bayerischen Landesamts für Denkmalpflege
- Spalte Zeitstellung: Besondere Daten, so weit bekannt oder ableitbar, teilweise auch Datum der Ersterwähnung der Liegenschaft
- Spalte Denkmalumfang, Bemerkung: Nähere Erläuterungen über den Denkmalstatus, den Umfang der Liegenschaft und ihre Besonderheiten

Bis auf die Spalte Bild sind alle Spalten sortierbar.

## Liste der Bodendenkmäler
| Name, Bezeichnung | Ortsteil                 | Koordinaten                        | Denkmalnummer | Zeitstellung | Denkmalumfang, Bemerkung | Bild           |
| --- | ------------------------ | ---------------------------------- | ------------- | ------------ | --- | -------------- |
| Mittelalterlicher Wasserburgstall                                                                                       | Kirchensittenbach        | 49° 33′ 18,16″ N, 11° 25′ 20,05″ O | D-5-6434-0026 |              | Nordwestlich des Schlosses Kirchensittenbach gelegene Wasserburg als Vorgängeranlage, heute bis auf den ausgemauerten Wassergraben abgegangen |                |
| Mittelalterliche Burg                                                                                                   | Algersdorf               | 49° 35′ 11,78″ N, 11° 25′ 20,28″ O | D-5-6434-0028 |              | Halbruine der Burg Hohenstein | weitere Bilder |
| Grabhügel vorgeschichtlicher Zeitstellung                                                                               | Algersdorf               | 49° 33′ 31,4″ N, 11° 24′ 0,77″ O   | D-5-6434-0029 |              | Auf dem Morsbrunner Berg |                |
| Höhlenstation vorgeschichtlicher Zeitstellung                                                                           | Algersdorf               | 49° 35′ 9,59″ N, 11° 24′ 40,87″ O  | D-5-6434-0030 |              | Am Fuß des Hohensteiner Berges |                |
| Siedlung vorgeschichtlicher Zeitstellung                                                                                | Algersdorf               | 49° 35′ 48,96″ N, 11° 24′ 36,36″ O | D-5-6434-0033 |              | Auf dem Lammbühl |                |
| Grabhügel vorgeschichtlicher Zeitstellung                                                                               | Aspertshofen             | 49° 32′ 34,87″ N, 11° 26′ 53,17″ O | D-5-6434-0034 |              | In der Waldflur Dünenholz |                |
| Grabhügel vorgeschichtlicher Zeitstellung                                                                               | Aspertshofen             | 49° 32′ 40,93″ N, 11° 26′ 58,81″ O | D-5-6434-0035 |              | In der Waldflur Dünenholz |                |
| Siedlung des Neolithikums                                                                                               | Aspertshofen             | 49° 32′ 31,3″ N, 11° 25′ 54,08″ O  | D-5-6434-0037 |              | Südlich von Aspertshofen |                |
| Grabhügel der Hallstattzeit                                                                                             | Aspertshofen             | 49° 32′ 38,02″ N, 11° 26′ 59,41″ O | D-5-6434-0038 |              | In der Waldflur Dünenholz |                |
| Grabhügel vorgeschichtlicher Zeitstellung                                                                               | Kleedorf                 | 49° 32′ 33,12″ N, 11° 27′ 1,18″ O  | D-5-6434-0039 |              | In der Waldflur Dünenholz |                |
| Grabhügel vorgeschichtlicher Zeitstellung                                                                               | Kleedorf                 | 49° 32′ 48,62″ N, 11° 27′ 10,7″ O  | D-5-6434-0041 |              | In der Waldflur Dünenholz |                |
| Mittelalterliche und frühneuzeitliche Befunde im Bereich der evangelisch-lutherischen Pfarrkirche Kirche St. Margaretha | Oberkrumbach             | 49° 32′ 47,36″ N, 11° 23′ 45,07″ O | D-5-6434-0045 |              | Kirche St. Margaretha |                |
| Siedlung vorgeschichtlicher Zeitstellung                                                                                | Oberkrumbach             | 49° 32′ 58,08″ N, 11° 23′ 37,8″ O  | D-5-6434-0046 |              | Auf dem Linzberg |                |
| Spaltenhöhle mit Funden des Endneolithikums und der Hallstattzeit                                                       | Treuf                    | 49° 35′ 13,36″ N, 11° 27′ 3,37″ O  | D-5-6434-0049 |              | Am Mittelberg |                |
| Grabhügel der Bronze- und Hallstattzeit                                                                                 | Oberkrumbach/Schnaittach | 49° 32′ 48,85″ N, 11° 23′ 9,82″ O  | D-5-6434-0125 |              | In der Waldflur Weidenschlag. Gemeindegrenze zu Schnaittach überschreitendes Bodendenkmal                                                     |                |
| Siedlung vorgeschichtlicher Zeitstellung                                                                                | Algersdorf               | 49° 35′ 47,48″ N, 11° 25′ 19,45″ O | D-5-6434-0165 |              | |                |
| Grabhügel vorgeschichtlicher Zeitstellung                                                                               | Kleedorf                 | 49° 32′ 40,68″ N, 11° 27′ 9,05″ O  | D-5-6434-0166 |              | In der Waldflur Dünenholz |                |
| Grabhügel mit Bestattungen der Hallstattzeit                                                                            | Oberkrumbach             | 49° 33′ 11,29″ N, 11° 23′ 34,02″ O | D-5-6434-0167 |              | In der Waldflur Beckenloh |                |
| Mittelalterliche und frühneuzeitliche Befunde im Bereich der evangelisch-lutherischen Pfarrkirche St. Sebastian         | Kirchensittenbach        | 49° 33′ 21,85″ N, 11° 25′ 22,58″ O | D-5-6434-0217 |              | Kirche St. Sebastian |                |
| Frühneuzeitliches Schloss                                                                                               | Kirchensittenbach        | 49° 33′ 16,51″ N, 11° 25′ 21,99″ O | D-5-6434-0218 |              | Schloss Kirchensittenbach |                |
| Grabhügel mit Bestattungen vorgeschichtlicher Zeitstellung                                                              | Aspertshofen             | 49° 32′ 24,67″ N, 11° 25′ 5,53″ O  | D-5-6434-0249 |              | Am Hummelberg |                |